# Morgan Brody
Morgan Brody is een personage uit de televisieserie CSI: Crime Scene Investigation. Ze wordt gespeeld door Elisabeth Harnois. Morgan is de dochter van Conrad Ecklie die al sinds seizoen 1 in CSI te zien is. Brody is voor het eerst te zien in seizoen 11 tot 15 en voor het laatst in de tv-film Immortality.

## verhaallijn

### seizoen 11
Tijdens haar debuut, helpt Morgan met de CSI's om Nate Haskell, te volgen. het gevolg dat ze later bij haar afdeling werd ontslagen vanwege haar betrokkenheid bij de zaak.

### seizoen 12
Brody reist in de première van seizoen twaalf naar Las Vegas, "73 Seconds", om haar vader te vragen naar een functie binnen het Las Vegas Crime Lab.
in "CSI Down", wordt Morgan ontvoerd op een reddingshelikopter wat ze overleefd.

### Seizoen 14
In het seizoen 14 wordt Morgan gekidnapt en later neergeschoten door Ellie Brass, ze overleeft het schietincident.